# Bielmo pierwotne
Bielmo pierwotne (przedrośle, prabielmo) – komórki wegetatywne gametofitu żeńskiego roślin nagonasiennych, które po zapłodnieniu stają się tkanką odżywczą nasiona. Tkanka składa się z komórek haploidalnych (1n). Po zapłodnieniu prabielmo rozrasta się wchłaniając większość tkanki nucellusa, w efekcie zarodek znajdujący się w nasieniu otoczony jest bielmem pierwotnym.